# Орозбаков, Сагымбай
Сагымбай Орозбаков (кирг. Сагымбай Орозбак уулу; 1868, Кабырга на берегу озера Иссык-Куль, Российская империя (ныне Сары-Ой, Иссык-Кульский район, Иссык-Кульская область, Киргизская Республика) — 1930, Кочкорка, Туркестанская АССР, РСФСР, СССР) — манасчи, сказитель киргизского эпоса «Манас».

## Биография
Сын Орозбака из рода саяк, талантливого музыканта-сурнайчы. В 10-летнем возрасте Сагымбай начал постигать арабскую грамоту под руководством узбекского муллы, а также петь и сочинять. Эпосом «Манас» увлёкся с пятнадцати лет. С ранней юности выделялся из среды своих сверстников исключительными поэтическими способностями, сочинял небольшие любовные песни, которые с большим успехом исполнял на «кыз оюнах».
После смерти отца Сагымбай со своим братом Алишером, который также был сказителем, переехал в с. Кочкорка, затем в Кемин. Со временем стал известным, часто исполнял «Манас» на тоях и поминках. Прожив в Кемине около десяти лет, семья Сагымбая вернулась в с. Кочкорка, а оттуда, в связи с событиями 1916 года, отправился с остальными беженцами в Китай. Через два года Сагымбай вернулся на родину в село Ат-Баши. Некоторое время жил на юге Киргизии.
Прославился, как манасчи, которого называли «Великий акын», наиболее объёмного варианта эпоса «Манас», отличавшегося сюжетной полнотой и высокой художественностью. Его вариант среди учёных-фольклористов считается классической версией киргизского героического эпоса.
Был первым манасчи, надиктовавшим текст «Манаса». Запись начали в 1922 году по поручению Наркомпроса Туркестанской ССР. Закончена она была в 1926 году и заняла 260 печатных листов. Из-за болезни Сагымбай не смог продолжить и надиктовать вторую и третью часть эпоса, «Семетея» и «Сейтека».

## Память
- Его именем названа средняя школа в с. Кочкорка.
- В республике установлен ряд памятников Сагымбаю Орозбаку.
- В мае 2017 года Министерством транспорта и коммуникаций Кыргызской Республики и государственным предприятием «Кыргызмаркасы» в развитие темы «Деятели культуры Кыргызстана» в почтовое обращение введена марка, приуроченная к 150-летию со дня рождения сказителя эпоса «Манас» Сагынбая Орозбакова.